# ATP Challenger Tigre
Das ATP Challenger Tigre (offizieller Name: AAT Challenger Santander Tigre) ist ein seit 2022 stattfindendes Tennisturnier in Tigre, Argentinien. Es ist Teil der ATP Challenger Tour und wird im Freien auf Sand ausgetragen.

## Liste der Sieger

### Einzel
| Jahr                    | Sieger                     | Finalgegner           | Ergebnis      |
| ----------------------- | -------------------------- | --------------------- | ------------- |
| 2025                    | Juan Pablo Varillas        | Adolfo Daniel Vallejo | 6:4, 6:4      |
| 2024: nicht ausgetragen |                            |                       |               |
| 2023 (2)                | Juan Manuel Cerúndolo (2)  | Jesper de Jong        | 6:3, 2:6, 6:2 |
| 2023 (1)                | Juan Manuel Cerúndolo (1)  | Murkel Dellien        | 4:6, 6:4, 6:2 |
| 2022 (2)                | Camilo Ugo Carabelli       | Andrea Collarini      | 7:5, 6:2      |
| 2022 (1)                | Santiago Rodríguez Taverna | Facundo Díaz Acosta   | 6:4, 6:2      |

### Doppel
| Jahr                    | Sieger                                  | Finalgegner                                | Ergebnis         |
| ----------------------- | --------------------------------------- | ------------------------------------------ | ---------------- |
| 2025                    | Mariano Kestelboim Gonzalo Villanueva   | Luís Britto Franco Roncadelli              | 6:2, 7:5         |
| 2024: nicht ausgetragen |                                         |                                            |                  |
| 2023 (2)                | Daniel Dutra da Silva Oleh Prychodko    | Chung Yun-seong Christian Langmo           | 6:2, 6:2         |
| 2023 (1)                | Guido Andreozzi Ignacio Carou           | Leonardo Aboian Ignacio Monzón             | 5:7, 6:4, [10:5] |
| 2022 (2)                | Guillermo Durán Felipe Meligeni Alves   | Luciano Darderi Juan Bautista Torres       | 3:6, 6:4, [10:3] |
| 2022 (1)                | Conner Huertas del Pino Mats Rosenkranz | Matías Franco Descotte Facundo Díaz Acosta | 5:6 aufgg.       |